# Ел Агвакате де Ариба, Ел Агвакатито (Истлавакан дел Рио)
Ел Агвакате де Ариба, Ел Агвакатито (шп. El Aguacate de Arriba, El Aguacatito) насеље је у Мексику у савезној држави Халиско у општини Истлавакан дел Рио. Насеље се налази на надморској висини од 1540 м.

## Становништво
Према подацима из 2005. године у насељу је живело 12 становника.

### Хронологија
| Година       | 2005 |
| ------------ | ---- |
| Становништво | 12   |

### Попис
| # | Индикатор                        | Вредност |
| - | -------------------------------- | -------- |
| 1 | Укупно појединачних домаћинстава | 2        |